# Castelo Beaudesert
O Castelo Beaudesert é um castelo inglês que está localizado ao leste da cidade de Henley .

## História
Fundado após a Conquista Normanda da Inglaterra , provavelmente construído acima de um antigo forte britânico no século 13 . Beaudesert durante a oposição Baronesa ao rei Henrique III esteve em posse de Pedro de Montfort estando a apenas nove milhas de castelo Kenilworth pelo qual durante algum tempo na Segunda guerra dos barões serviu como sede de Simão de Montfort  . Hoje o que resta do castelo são uma terraplenagem e uma única pedra.